# Sportfreunde Siegen
Sportfreunde Siegen is een Duitse voetbalclub uit Siegen, Noordrijn-Westfalen.

## Mannenvoetbal
De club kwam tot stand in 1923 door een fusie tussen FC Jahn 1899 Siegen en SV 07 Siegen. De Sportfreunde speelden in de Zuidwestfaalse competitie en werden net als voorganger Jahn kampioen. De club plaatste zich voor de West-Duitse eindronde en werd zesde op zeven clubs in de groepsfase. Ook de volgende twee seizoenen werd de club telkens kampioen, maar eindigde steevast op de zesde plaats in de eindronde.
In 1926/27 moest de club de titel aan Hagener SC 05 laten, maar mocht wel naar de eindronde voor vicekampioenen, waar de club echter laatste werd. Het volgende seizoen werd de club verrassend laatste en degradeerde. De Sportfreunde beperkten de afwezigheid bij de elite tot één seizoen en eindigde volgende seizoenen in de middenmoot.
Na de reorganisatie van de Duitse competitie in 1933 onder impuls van het Derde Rijk kwalificeerde de club zich echter niet voor de Gauliga. Ondanks 4 titels in de Bezirksklasse Arnsberg kon de club niet promoveren naar de Gauliga.
Na de Tweede Wereldoorlog speelde de club op niveau van de 3de klasse. Pas in 1961 kon de club naar 2de promoveren. Na de oprichting van de Bundesliga in 1963 kwalificeerde de club zich voor de Regionalliga maar degradeerde onmiddellijk en in 1968 ging de club zelfs naar 4de. Een jaar later promoveerde de club opnieuw en in 1972 promoveerde Siegen weer naar de Regionalliga, voor 2 seizoenen. Daarna speelde de club voornamelijk in de lagere klassen.
In 1997 promoveerde de club naar de Regionalliga West/Südwest, dat toen een 3de klasse was en maakte in het eerste seizoen al kans op promotie maar werd door Tennis Borussia Berlin verslagen. Pas in 2005 slaagde de club erin te promoveren naar de 2. Bundesliga maar kon daar geen indruk maken, op de 31ste speeldag stond de degradatie al vast.
De club heeft trouwe supporters, in het promotiejaar 2004/05 kwamen zo'n 13 000 toeschouwers, bij de thuiswedstrijden in de 2. Bundesliga waren er zo'n 9500 toeschouwers en in de wedstrijd tegen VfL Bochum waren er 18 000 supporters. Door competitiehervorming in 2008 (invoering 3. Bundesliga) degradeerde de club ondanks een elfde plaats naar de nieuwgevormde NRW-Liga. In 2012 werd de club met één punt achterstand op FC Viktoria Köln 1904 vicekampioen. Door een uitbreiding van de competitie promoveerde de club wel naar de Regionalliga West. In 2015 degradeerde de club, maar kon na één seizoen terugkeren. De club gaf aan zich na 2016/17 vrijwillig terug te trekken uit de Regionalliga, maar eindigde op een degradatieplaats zodat de club sowieso moest vertrekken.
In 2025 werd de club kampioen en keerde het weer terug in de Regionalliga.

### Erelijst
- Kampioen Zuidwestfalen

1924, 1925, 1926
- Duits amateurkampioen

1955
- Kampioen Westfalen

1972
- Kampioen Oberliga Westfalen

1997, 2016, 2025
- Westfalenpokal

2005

## Eindklasseringen vanaf 1964
| Seizoen | Competitie                     | Niveau | Eindstand | DFB Pokal   | Opmerking |
| ------- | ------------------------------ | ------ | --------- | ----------- | --- |
| 1963/64 | Regionalliga West              | II     | 18        | --          | |
| 1964/65 | Verbandsliga Westfalen Südwest | III    | 5         | --          | |
| 1965/66 | Verbandsliga Westfalen Südwest | III    | 9         | --          | |
| 1966/67 | Verbandsliga Westfalen Südwest | III    | 12        | --          | |
| 1967/68 | Verbandsliga Westfalen Südwest | III    | 15        | --          | |
| 1968/69 | Landesliga Westfalen-2         | IV     | 2         | --          | winnaar 3e promotie-/degradatieduel > RSV Höh: 7-1 n.v.                                                                                  |
| 1969/70 | Verbandsliga Westfalen Südwest | III    | 4         | --          | |
| 1970/71 | Verbandsliga Westfalen Südwest | III    | 2         | --          | play-off voor deelname aan Duits amateurkampioenschap >Hammer SpVg: 4-3; daar in 1e ronde > 1. FC Pforzheim: 1-3 uit/0-1 thuis           |
| 1971/72 | Verbandsliga Westfalen Südwest | III    | 1         | --          | kampioenschap Westfalen > STV Horst-Emscher: 1-3 / 4-0 (7-6 n.s.); 1e in promotieserie met 1. FC Mülheim, Bonner SC en STV Horst-Emscher |
| 1972/73 | Regionalliga West              | II     | 7         | --          | |
| 1973/74 | Regionalliga West              | II     | 12        | --          | niet gekwalificeerd voor nieuwe 2. Bundesliga                                                                                            |
| 1974/75 | Verbandsliga Westfalen Südwest | III    | 3         | 3e ronde    | < Borussia Dortmund: 1-2 |
| 1975/76 | Verbandsliga Westfalen Südwest | III    | 14        | 2e ronde    | < Tennis Borussia Berlin, 1-2; play-off voor 14e plaats > Teutonia Lippstadt: 3-0                                                        |
| 1976/77 | Verbandsliga Westfalen Südwest | III    | 10        | --          | |
| 1977/78 | Verbandsliga Westfalen Südwest | III    | 4         | --          | gekwalificeerd voor nieuwe Oberliga Westfalen                                                                                            |
| 1978/79 | Oberliga Westfalen             | III    | 15        |             | |
| 1979/80 | Oberliga Westfalen             | III    | 4         | --          | |
| 1980/81 | Oberliga Westfalen             | III    | 7         | --          | |
| 1981/82 | Oberliga Westfalen             | III    | 4         | --          | |
| 1982/83 | Oberliga Westfalen             | III    | 5         | --          | |
| 1983/84 | Oberliga Westfalen             | III    | 13        | --          | |
| 1984/85 | Oberliga Westfalen             | III    | 12        | --          | |
| 1985/86 | Oberliga Westfalen             | III    | 16        | --          | |
| 1986/87 | Verbandsliga Westfalen Südwest | IV     | 3         | --          | |
| 1987/88 | Verbandsliga Westfalen Südwest | IV     | 1         | --          | |
| 1988/89 | Oberliga Westfalen             | III    | 16        | --          | |
| 1989/90 | Verbandsliga Westfalen Südwest | IV     | 14        | --          | |
| 1990/91 | Verbandsliga Westfalen Südwest | IV     | 2         | --          | |
| 1991/92 | Verbandsliga Westfalen Südwest | IV     | 1         | --          | |
| 1992/93 | Oberliga Westfalen             | III    | 16        | 1e ronde    | < VfB Stuttgart: 0-6 |
| 1993/94 | Verbandsliga Westfalen Südwest | IV     | 1         | --          | invoering Regionalliga |
| 1994/95 | Oberliga Westfalen             | IV     | 7         | --          | |
| 1995/96 | Oberliga Westfalen             | IV     | 2         | --          | 2e in promotieserie met FC Remscheid en TuS Koblenz                                                                                      |
| 1996/97 | Oberliga Westfalen             | IV     | 1         | --          | |
| 1997/98 | Regionalliga West/Südwest      | III    | 2         | --          | 2e in laatste Duits amateurkampioenschap en tegelijk promotieserie met Tennis Borussia Berlin (1e) en Kickers Offenbach (3e)             |
| 1998/99 | Regionalliga West/Südwest      | III    | 3         | kwartfinale | < VfL Wolfsburg: 1-3 |
| 1999/00 | Regionalliga West/Südwest      | III    | 3         | --          | |
| 2000/01 | Regionalliga Süd               | III    | 6         | --          | |
| 2001/02 | Regionalliga Süd               | III    | 7         | --          | finalist Westfalenpokal > SC Paderborn 07: 1-3                                                                                           |
| 2002/03 | Regionalliga Süd               | III    | 16        | 1e ronde    | < Rot-Weiß Oberhausen, 0-1 n.v.; finalist Westfalenpokal > FC Eintracht Rheine: 1-2                                                      |
| 2003/04 | Regionalliga Süd               | III    | 16        | 2e ronde    | < SpVgg Greuther Fürth: 1-2 n.v. |
| 2004/05 | Regionalliga Süd               | III    | 2         | --          | winnaar Westfalenpokal > VfL Bochum II: 0-0 (5-3 n.s.)                                                                                   |
| 2005/06 | 2. Bundesliga                  | II     | 18        | 1e ronde    | < SC Freiburg: 0-1 |
| 2006/07 | Regionalliga Süd               | III    | 12        | 1e ronde    | < Eintracht Frankfurt: 0-2 |
| 2007/08 | Regionalliga Süd               | III    | 11        | --          | niet gekwalificeerd voor nieuwe drieklassige Regionalliga                                                                                |
| 2008/09 | NRW-Liga                       | V      | 11        | --          | invoering 3. Liga |
| 2009/10 | NRW-Liga                       | V      | 13        | --          | |
| 2010/11 | NRW-Liga                       | V      | 7         | --          | |
| 2011/12 | NRW-Liga                       | V      | 2         | --          | |
| 2012/13 | Regionalliga West              | IV     | 5         | --          | |
| 2013/14 | Regionalliga West              | IV     | 5         | --          | finalist Westfalenpokal > SC Preußen Münster: 0-3                                                                                        |
| 2014/15 | Regionalliga West              | IV     | 17        | 1e ronde    | < FSV Frankfurt: 3-3 (4-5 n.s.) |
| 2015/16 | Oberliga Westfalen             | V      | 1         | --          | |
| 2016/17 | Regionalliga West              | IV     | 18        | --          | |
| 2017/18 | Oberliga Westfalen             | V      | 11        | --          | |
| 2018/19 | Oberliga Westfalen             | V      | 12        | --          | |
| 2019/20 | Oberliga Westfalen             | V      | 14        | --          | competitie afgebroken i.v.m. coronapandemie.                                                                                             |
| 2020/21 | Oberliga Westfalen             | V      | --        | --          | competitie afgebroken i.v.m. coronapandemie. Er wordt geen stand opgemaakt.                                                              |
| 2021/22 | Oberliga Westfalen             | V      | 9         | --          | |
| 2022/23 | Oberliga Westfalen             | V      | 14        | --          | |
| 2023/24 | Oberliga Westfalen             | V      | 7         | --          | |
| 2024/25 | Oberliga Westfalen             | V      | 1         | --          | |
| 2025/26 | Regionalliga West              | IV     | .         | --          | |

## Vrouwenvoetbal
In het seizoen 1996/1997 werd het succesvolle vrouwenteam van TSV Siegen overgenomen.  De toenemende en noodzakelijke professionalisering paste namelijk niet meer bij deze amateurvereniging. Ondanks deze overname kon het vrouwenteam niet meer aanknopen aan successen van de TSV. Na een aantal degradaties speelde men vanaf het seizoen 2016/17 zelfs in de Westfalenliga op het vierde niveau. In het seizoen 2019/20 wist men weer te promoveren naar de Regionalliga West
Het vrouwenteam was begin jaren 90 als TSV Siegen het succesrijkste team van Duitsland.
- Landskampioen

1987, 1990, 1991, 1992, 1994, 1996
- Bekerwinnaar

1986, 1987, 1988, 1989, 1993